# Équipe cycliste Riwal
L'équipe cycliste Riwal (officiellement Riwal Cycling Team) est une équipe cycliste danoise. Elle a été créée en 2009 avec le statut d'équipe continentale. Elle court avec une licence UCI ProTeam en 2019 et 2020 (deuxième division du cyclisme sur route masculin). En 2023, elle fusionne avec l'équipe Leopard pour créer une nouvelle structure sous le nom de Leopard Togt Pro Cycling.

## Histoire de l'équipe
Entre 2019 et 2020, elle court avec une licence d'équipe continentale professionnelle (deuxième division mondiale) Fin 2022, elle fusionne avec l'équipe cycliste Leopard .

## Principales victoires

### Courses d'un jour
- Scandinavian Race Uppsala : 2010 (Philip Nielsen), 2014 (Jonas Aaen Jørgensen), 2015, 2017 (Nicolai Brøchner, 2019 (Rasmus Bøgh Wallin)
- Himmerland Rundt : 2016 (Jonas Gregaard), 2017 (Nicolai Brøchner)
- Tour d'Overijssel : 2017 (Nicolai Brøchner)
- Grand Prix Horsens : 2017 (Casper Pedersen)
- Chrono des Nations espoirs : 2018 (Mathias Norsgaard)
- Fyen Rundt : 2019 (Rasmus Christian Quaade)
- Duo normand : 2019 (Rasmus Christian Quaade et Mathias Norsgaard)
- Løbet Skive : 2021 (Elmar Reinders)
- PWZ Zuidenveldtour : 2021 (Elmar Reinders)
- Bloeizone Elfsteden Fryslan : 2022 (Elmar Reinders)
- Arno Wallaard Memorial : 2022 (Elmar Reinders)

### Courses par étapes
- Kreiz Breizh Elites : 2017 (Jonas Gregaard Wilsly), 2021 (Nick van der Lijke), 2022 (Lucas Eriksson)
- Circuit des Ardennes International : 2019 (Alexander Kamp), 2021 (Lucas Eriksson), 2022 (Lucas Eriksson)

### Championnats nationaux
- Championnats du Danemark sur route : 3
  - Contre-la-montre : 2011 (Rasmus Christian Quaade)
  - Course en ligne espoirs : 2011 (Jorne Carolus)
  - Contre-la-montre espoirs : 2011 (Rasmus Christian Quaade)
- Championnats du Danemark sur piste : 3
  - Poursuite : 2011 (Lasse Norman Hansen)
  - Kilomètre : 2011 (Lasse Norman Hansen)
  - Course aux points : 2011 (Lasse Norman Hansen)
- Championnats de Suède sur route : 2
  - Course en ligne : 2019 (Lucas Eriksson) et 2020 (Kim Magnusson)

## Classements UCI
L'équipe participe aux épreuves des circuits continentaux et principalement les courses du calendrier de l'UCI Europe Tour. Les tableaux ci-dessous présentent les classements de l'équipe sur les circuits, ainsi que son meilleur coureur au classement individuel.
UCI Africa Tour
| UCI Africa Tour | UCI Africa Tour        | UCI Africa Tour                           | UCI Africa Tour |
| Année           | Classement par équipes | Meilleur coureur au classement individuel |                 |
| --------------- | ---------------------- | ----------------------------------------- | --------------- |
| 2012            | 16e                    | Lars Andersson (72e)                      |                 |
|                 |                        |                                           |                 |
| Source : UCI    |                        |                                           |                 |

UCI America Tour
| UCI America Tour | UCI America Tour       | UCI America Tour                          | UCI America Tour |
| Année            | Classement par équipes | Meilleur coureur au classement individuel |                  |
| ---------------- | ---------------------- | ----------------------------------------- | ---------------- |
| 2010             | 24e                    | Sebastian Lander (200e)                   |                  |
| 2011             | 31e                    | Lasse Norman Leth (206e)                  |                  |
|                  |                        |                                           |                  |
| Source : UCI     |                        |                                           |                  |

UCI Asia Tour
| UCI Asia Tour | UCI Asia Tour          | UCI Asia Tour                             | UCI Asia Tour |
| Année         | Classement par équipes | Meilleur coureur au classement individuel |               |
| ------------- | ---------------------- | ----------------------------------------- | ------------- |
| 2009          | 53e                    | Philip Nielsen (268e)                     |               |
| 2012          | 64e                    | Nikola Aistrup (274e)                     |               |
|               |                        |                                           |               |
| Source : UCI  |                        |                                           |               |

UCI Europe Tour
| UCI Europe Tour | UCI Europe Tour        | UCI Europe Tour                           | UCI Europe Tour |
| Année           | Classement par équipes | Meilleur coureur au classement individuel |                 |
| --------------- | ---------------------- | ----------------------------------------- | --------------- |
| 2009            | 85e                    | Daniel Foder (372e)                       |                 |
| 2010            | 65e                    | Philip Nielsen (202e)                     |                 |
| 2011            | 64e                    | Rasmus Christian Quaade (255e)            |                 |
| 2012            | 87e                    | Lars Andersson (373e)                     |                 |
| 2013            | 62e                    | Martin Mortensen (102e)                   |                 |
| 2014            | 57e                    | Jonas Aaen Jørgensen (209e)               |                 |
| 2015            | 70e                    | Nicolai Brøchner (134e)                   |                 |
| 2016            | 56e                    | Nicolai Brøchner (331e)                   |                 |
| 2017            | 32e                    | Nicolai Brøchner (136e)                   |                 |
| 2018            | 48e                    | Mathias Norsgaard (469e)                  |                 |
| 2019            | 14e                    | Rasmus Christian Quaade (189e)            |                 |
| 2020            | 11e                    | Andreas Kron (132e)                       |                 |
| 2021            | 24e                    | Lucas Eriksson (220e)                     |                 |
| 2022            | 19e                    | Lucas Eriksson (271e)                     |                 |
|                 |                        |                                           |                 |
| Source : UCI    |                        |                                           |                 |

UCI Oceania Tour
| UCI Oceania Tour | UCI Oceania Tour       | UCI Oceania Tour                          | UCI Oceania Tour |
| Année            | Classement par équipes | Meilleur coureur au classement individuel |                  |
| ---------------- | ---------------------- | ----------------------------------------- | ---------------- |
| 2010             | 20e                    | Sebastian Lander (46e)                    |                  |
|                  |                        |                                           |                  |
| Source : UCI     |                        |                                           |                  |

Depuis 2016, l'équipe est également classée au Classement mondial UCI qui prend en compte toutes les épreuves UCI et concerne toutes les équipes UCI.
| Classement mondial | Classement mondial     | Classement mondial                        | Classement mondial |
| Année              | Classement par équipes | Meilleur coureur au classement individuel |                    |
| ------------------ | ---------------------- | ----------------------------------------- | ------------------ |
| 2016               | -                      | Nicolai Brøchner (558e)                   |                    |
| 2017               | -                      | Nicolai Brøchner (304e)                   |                    |
| 2018               | -                      | Mathias Norsgaard (480e)                  |                    |
| 2019               | 33e                    | Rasmus Christian Quaade (224e)            |                    |
| 2020               | 31e                    | Andreas Kron (160e)                       |                    |
| 2021               | 45e                    | Lucas Eriksson (259e)                     |                    |
| 2022               | 40e                    | Lucas Eriksson (339e)                     |                    |
|                    |                        |                                           |                    |
| Source : UCI       |                        |                                           |                    |

## Riwal Cycling Team en 2022
| Cycliste               | Date de naissance | Nationalité | Équipe 2021           |
| ---------------------- | ----------------- | ----------- | --------------------- |
| Loïc Bettendorff       | 28/04/2001        | Luxembourg  | Leopard Pro Cycling   |
| Mathias Bregnhøj       | 11/11/1995        | Danemark    | BHS-PL Beton Bornholm |
| Martijn Budding        | 31/08/1995        | Pays-Bas    | BEAT Cycling          |
| Jacob Eriksson         | 01/10/1999        | Suède       | Team Coop             |
| Lucas Eriksson         | 10/04/1996        | Suède       | Riwal Cycling Team    |
| Christoffer Lisson     | 28/11/1995        | Danemark    | Riwal Cycling Team    |
| Morten Aalling Nørtoft | 05/09/2002        | Danemark    | Riwal Cycling Team    |
| Elmar Reinders         | 14/03/1992        | Pays-Bas    | Riwal Cycling Team    |
| Alexander Salby        | 04/06/1998        | Danemark    | Team ColoQuick        |
| Kasper Viberg Søgaard  | 12/09/2001        | Danemark    | Néo-professionnel     |
| Emil Vinjebo           | 24/03/1994        | Danemark    | Team Qhubeka NextHash |
| Søren Vosgerau         | 16/03/2000        | Danemark    | Néo-professionnel     |